# Ahava
Ahava est un cratère de la planète Vénus ayant un diamètre de 10,4 kilomètres. Sa latitude est de 53,6 ° et sa longitude est de 187,3 ° Est.  L'origine de son nom est le prénom usuel féminin Ahava, qui signifie amour en hébreu .